# Данча, Кристиан
Кристиан Иоанн Данча (рум. Cristian Ioan Dancia; родился 5 февраля 1980 года) — румынский футболист, защитник.

## Клубная карьера
Воспитанник «Политехники (Тимишоары)», за которую он играл в 1998—2000 годах. В 2000—2004 годах играл за клуб «Арджеш». В 2004 году перешёл в московское «Торпедо», игравшее на тот момент в высшем дивизионе. 13 марта дебютировал в чемпионате России, в матче против «Ростова» вышел в стартовом составе. Всего за «Торпедо» сыграл 48 матчей. В 2007—2008 годах играл за «Политехнику (Тимишоару)», с которой дошёл до финала кубка Румынии, и за «Университатю Клуж».
За сборную Румынию провёл 5 игр в период 2000—2004 годов.